# Patrick McGoohan
Patrick McGoohan (Astoria, 19 de março de 1928 — Los Angeles, 13 de janeiro de 2009) foi um ator, roteirista e diretor de cinema estado-unidense. Apesar de ter nascido nos EUA, obteve sucesso através de séries e filmes britânicos. McGoohan foi um ator irlandês e estado-unidense que cresceu na Inglaterra e Irlanda, tendo obtido por duas vezes o Emmy. Tornou-se mundialmente conhecido graças a seu papel na série The Prisoner. Um de seus últimos grandes personagens no cinema foi em Braveheart, como Eduardo I de Inglaterra.

## Biografia
McGoohan nasceu em Astoria, Nova Iorque, filho de Thomas McGoohan e Rose Fitzpatrick, que viviam nos EUA depois de terem emigrado da Irlanda em busca de trabalho. Pouco depois do seu nascimento, os pais de McGoohan retornaram a Mullaghmore, Condado de Leitrim, na República da Irlanda, e, sete anos mais tarde, mudaram-separa Sheffield, na Inglaterra. Com a eclosão da Segunda Guerra Mundial em 1939, McGoohan foi evacuado par Loughborough, Leicestershire, onde frequentou o Ratcliffe College, tendo se destacado em matemática e boxe.

### Carreira
McGoohan abandonou a escola aos dezesseis anos e retornou a Sheffield, onde trabalhou como criador de galinhas, atendende em banco e motorista de caminhões, antes de obter um emprego como chefe de palco no Sheffield Repertory Theatre. Quando um dos atores adoeceu, Patrick substituiu-o, lançando assim sua carreira como ator. Apaixonou-se por uma atriz chamada Joan Drummond, a mulher a quem ele, alegadamente, escreveu bilhetes de amor todos os dias. Eles formaram um dos casais mais felizes do show business, casando-se entre os ensaios de The Taming of the Shrew e uma apresentação noturna em 19 de maio de 1951. Tiveram três filhas, Catherine (n. 1952), Anne (n. 1959) e Frances (n. 1960).